# مرشد ترابی

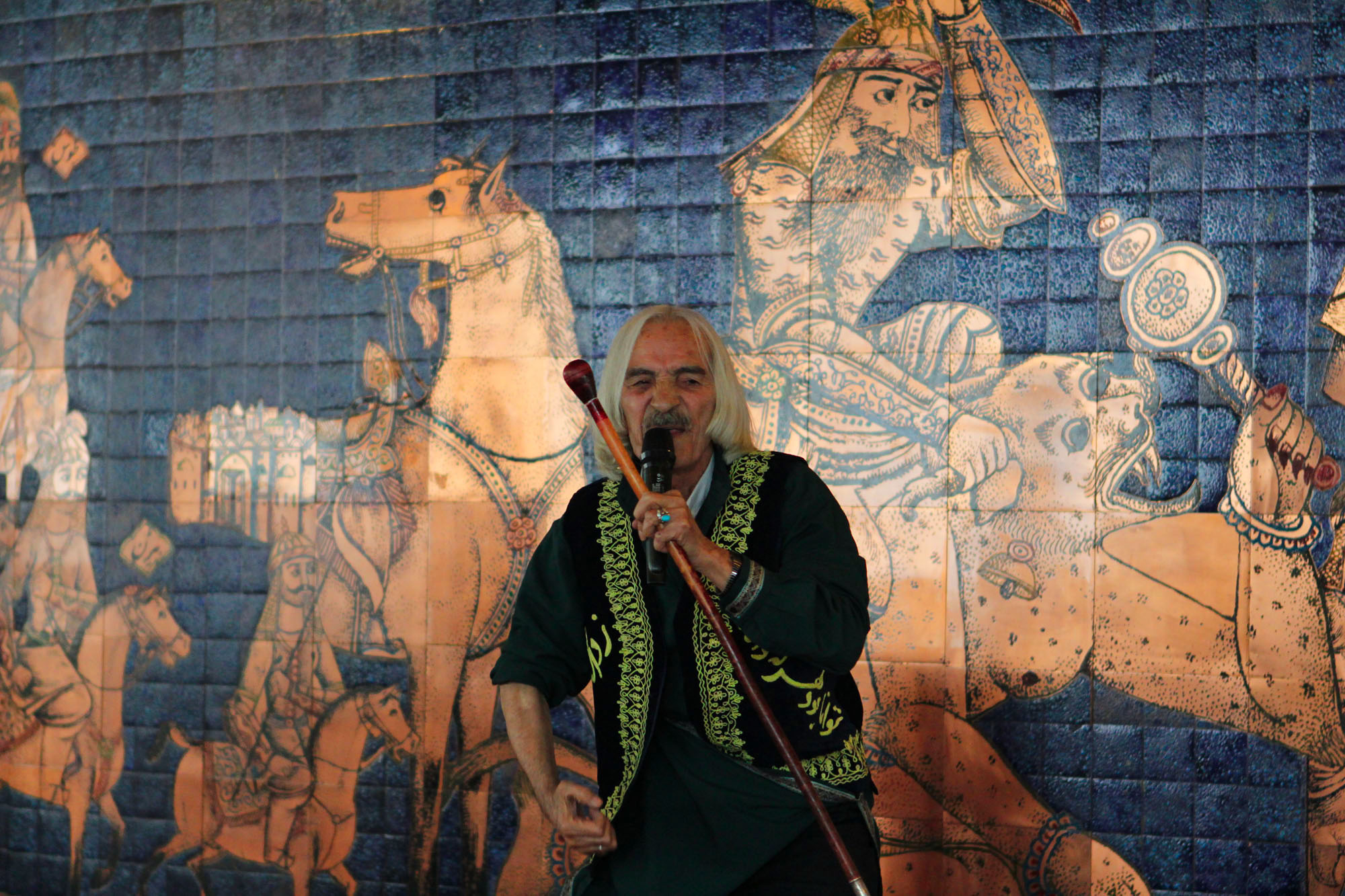
مرشد ترابی در روز ۲۳ اردیبهشت ۱۳۹۱

مرشد ولی‌الله ترابی سفیدآبی (زادهٔ ۱۳۱۵ – درگذشتهٔ ۱۳۹۲) نقال، داستان‌نویس و طومارنویس پیشکسوت ایرانی بود. او چند بار مقام اول نقالی را کسب کرده‌است.
در سال ۱۳۱۵ در ده اسبی‌آب یا همان سفیدآب از توابع شهرستان تفرش در استان‌مرکزی به دنیا آمد. وی کودک بود که همراه خانواده به تهران آمد و در محله شهرری ساکن شدند.
مرشد ولی‌الله ترابی مدت‌ها از بیماری سرطان رنج برد و در بیمارستان «مدائن» تحت درمان بود و عصر روز شنبه، ۱۲ مرداد ماه ۱۳۹۲ در سن ۷۷ سالگی به دلیل بیماری سرطان در بخش I.C.U بیمارستان «مدائن» تهران درگذشت.
او از مهم ترین نقال های ایران بود